# Eryphus transversalis
Eryphus transversalis là một loài bọ cánh cứng trong họ Cerambycidae.